# Велотрасса
Велотрасса (Велосипедная трасса) — спортивное сооружение; как правило, замкнутая трасса для тренировок и соревнований по велосипедному спорту (в основном, шоссейным велогонкам и BMX). Велотрассы бывают как с искусственным покрытием, так и грунтовые. Зачастую входят в состав велодромов.

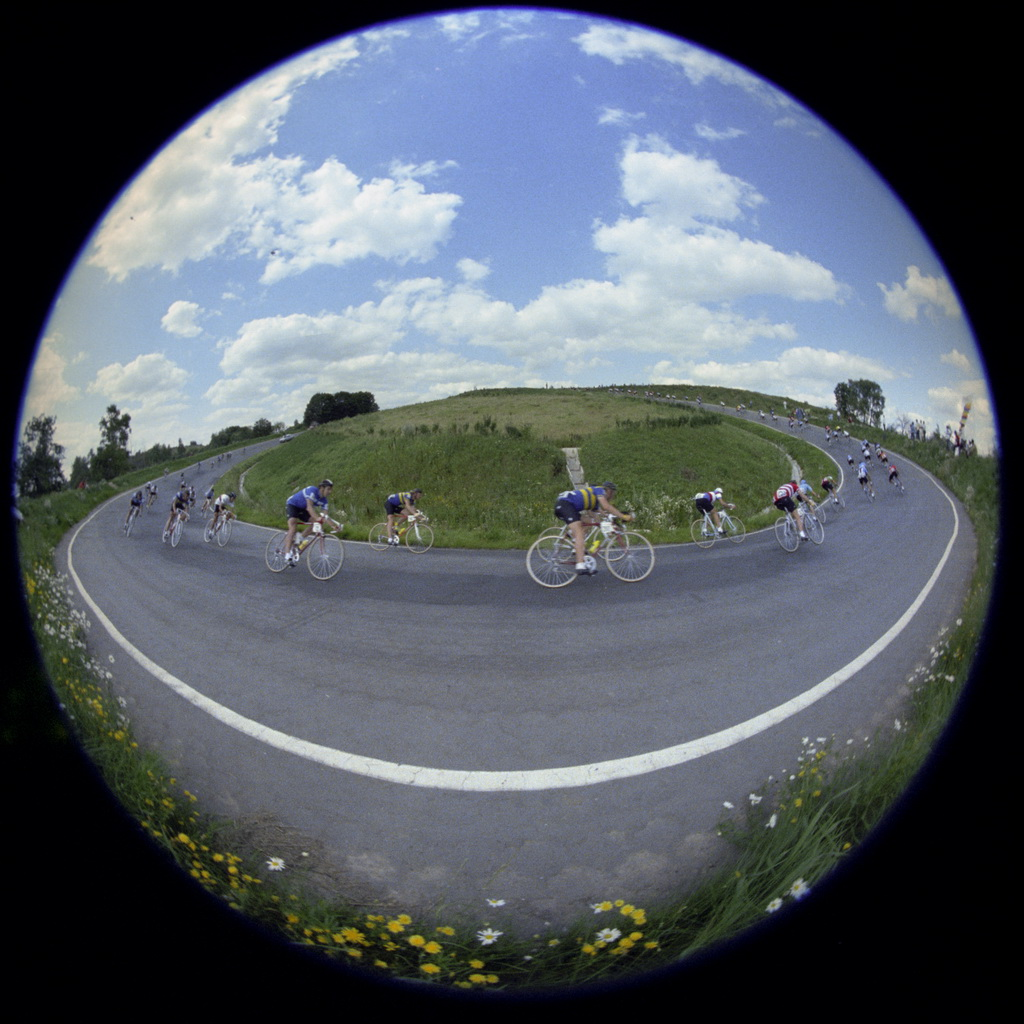

## Велотрассы для BMX
Гонки (англ. Race, также называют BMX Racing)

Направление, в котором на грунтовой трассе проводятся соревнования на самое быстрое прохождение трека. Старт даётся со стартовой горы высотой от 1,5 до 9 метров (стандарт трассы суперкросса предполагает 8 метров), на трассе, как правило состоящей из четырёх прямых и трёх виражей, располагаются различные препятствия:
- «стол» (англ. table),
- двойной трамплин или «верблюд» (англ. double),
- тройной трамплин (англ. triple),
- «ступенька» (англ. step-up),
- волны
- и т. д.

В середине 2000-х годов в отдельное направление выделились гонки по памп-треку — короткой трассе, которая проходится с помощью техники «прокачки» кочек и без вращения педалей. 

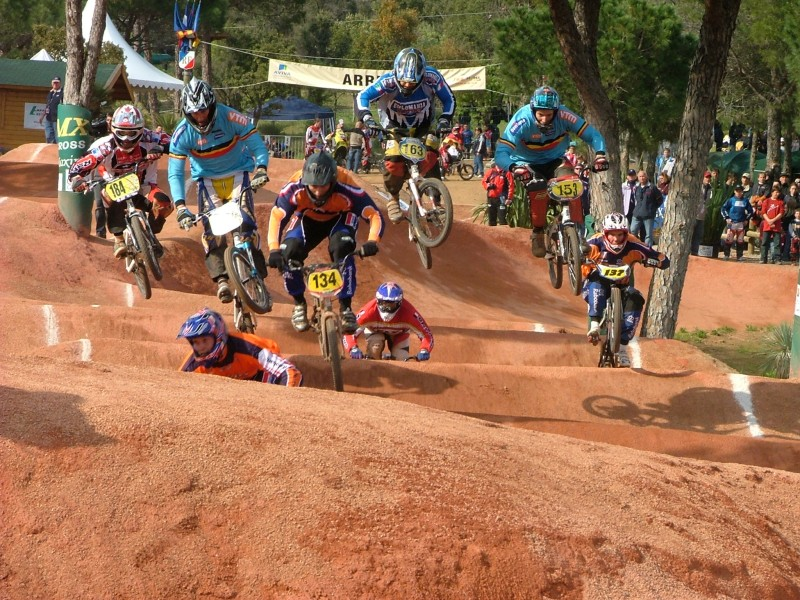

Bmx-dirt (англ. Dirt - грязь, грунт) 
 Направление, в котором идёт выполнение трюков на грунтовой трассе с высокими холмами. Набрав большую скорость, райдер может вылетать очень высоко и исполнять довольно сложные трюки.

## Известные велотрассы
- Велокомплекс Лаошань
- Лондонский велопарк
- Крылатское (велотрасса)
- Одинцовская велотрасса[1]